# South Range
South Range è un villaggio degli Stati Uniti d'America, situato nello Stato del Michigan, nella contea di Houghton.